# Đồng Trị
Thanh Mục Tông (chữ Hán: 清穆宗; 27 tháng 4 năm 1856 – 1 tháng 6 năm 1875), Tây Tạng tôn vị Văn Thù Hoàng đế (文殊皇帝), là vị Hoàng đế thứ 10 của nhà Thanh trong lịch sử Trung Quốc. Ông trị vì từ năm 1861 đến năm 1875, khoảng 14 năm. Trong thời gian trị vì, ông có hai niên hiệu là Kỳ Tường (祺祥) (tháng 8 - tháng 12 năm 1861) và Đồng Trị (同治) (1862 - 1875).

## Tiểu sử
Đồng Trị Đế tên đầy đủ là Ái Tân Giác La Tải Thuần (愛新覺羅載淳). Ông là Hoàng trưởng tử, cũng là Hoàng tử duy nhất của Hàm Phong Đế và Ý Quý phi Diệp Hách Na Lạp thị.
Năm Hàm Phong thứ 9 (1859), liên quân Anh - Pháp tiến vào Bắc Kinh, Hàm Phong Đế chạy lên Cung điện Nhiệt Hà, giao việc nước cho người em là Cung Thân vương Dịch Hân.
Năm Hàm Phong thứ 11 (1861) tại Nhiệt Hà, Tải Thuần 5 tuổi được Hàm Phong Đế phong Hoàng thái tử, đồng thời di chiếu lại cho 8 vị đại thần làm phụ chính hỗ trợ cho Tiểu Hoàng đế, bao gồm Di Thân vương Tải Viên, Trịnh Thân vương Đoan Hoa, Hộ bộ Thượng thư Túc Thuận, Ngạch phụ Cảnh Thọ, Binh bộ Thượng thư Mục Ấm, Lại bộ Tả Thị lang Khuông Nguyên, Lễ bộ Hữu thị lang Đỗ Hàn, Thái bộc Thiếu Khanh tự Tiêu Hữu Doanh. Đương thời gọi Cố mệnh Bát đại thần. Điều này có nghĩa thực quyền sẽ nằm trong tay 8 vị đại thần.

## Trị vì
Tháng 7 năm Hàm Phong thứ 11 (1861), Hàm Phong Đế băng hà, Thái tử đăng cơ trở thành Hoàng đế thứ 10 của nhà Thanh, đặt niên hiệu đầu tiên là Kỳ Tường (祺祥帝). Đích mẫu của Kỳ Tường, Hoàng hậu Nữu Hỗ Lộc thị, Chính cung của Hàm Phong Đế được tôn làm Mẫu hậu Hoàng thái hậu, lấy hiệu Từ An Hoàng thái hậu; sinh mẫu Ý Quý phi trở thành Thánh mẫu Hoàng thái hậu, lấy hiệu Từ Hi Hoàng thái hậu.
Ông là Hoàng tử duy nhất còn sống đến khi Hàm Phong Đế qua đời, vì vậy quyền thừa kế của ông gần như là chắc chắn. Trong lịch sử nhà Thanh, ông cũng là vị Hoàng đế đầu tiên và duy nhất có thân phận Hoàng trưởng tử chân chính (không xét trường hợp huynh trưởng chết yểu như Đạo Quang Đế).

### Chính biến Tân Dậu
Ngày 14 tháng 9 năm Hàm Phong thứ 11 (1861), Sơn Đông Ngự sử Đổng Nguyên Thuần tấu thỉnh 2 vị Thái hậu quản lý triều chính, nhưng Túc Thuận phản đối việc hậu cung can chính. Từ Hi Thánh mẫu Hoàng thái hậu thấy con còn nhỏ, sợ để 8 đại thần phụ chính sẽ bị chèn ép nên gợi ý với Từ An Mẫu hậu Hoàng thái hậu đoạt quyền chấp chính, tiến hành chính biến. Bà xây dựng vây cánh gồm các tướng lĩnh, quan lại, Thân vương bất đồng với 8 đại thần, trong đó có Cung Thân vương Dịch Hân và Thuần Thân vương Dịch Hoàn, Hoàng tử thứ 6 và 7 của Đạo Quang Đế. Ngoài ra còn có Thị lang Thắng Bảo và Đại học sĩ Giả Trinh.

### Lưỡng cung Thính chính
Khi đoàn đưa linh cữu Hàm Phong Đế rời Hà Bắc về Bắc Kinh, Túc Thuận và các phụ chính đại thần phải theo hộ giá quan tài; 2 vị Thái hậu, Tân đế và 2 vị Thân vương chớp lấy thời cơ về Tử Cấm Thành trước để có thời gian bố trí kế hoạch và củng cố phe cánh. 8 đại thần về đến Bắc Kinh thì lập tức bị bắt giam, tước vị, khép tội phản nghịch. Túc Thuận đứng đầu nên bị xử trảm, Tải Viên và Đoan Hoa bị bức tự vẫn. Sử sách gọi đây là chính biến Tân Dậu.
Tháng 11 năm Hàm Phong thứ 11 (1861), Lưỡng cung Thái hậu đề ra chính sách Lưỡng cung thính chính (兩宮聽政), tức buông rèm nhiếp chính ở Dưỡng Tâm điện. Từ An là Chính cung Hoàng hậu của Tiên đế, phụ trách quốc sự, lấy danh nghĩa Kỳ Tường Đế ban phát chỉ dụ. Từ Hi địa vị thấp hơn, phụ trách việc vặt như chi tiêu sinh hoạt trong cung, đối với việc trọng đại phải thông qua quyết định của Từ An.
Năm Đồng Trị nguyên niên (1862), Kỳ Tường được cải niên hiệu là Đồng Trị (同治帝), tức nghĩa "cùng nhau thống trị thiên hạ".

### Việc nước
Từ nhỏ, Đồng Trị nhận sự giáo dục nghiêm khắc của sư trưởng Miên Du và 4 sư phó nổi tiếng do đích thân Từ Hi tuyển chọn. Họ nhồi nhét Hoàng đế đủ loại kinh sách, từ bài học trị dân trị nước đến đạo làm người, sức ép từ việc học cũng như kỳ vọng cao của mẹ khiến Đồng Trị trở nên chán nản và lười biếng.
Theo nhật ký của Ông Đồng Hòa, con trai một vị sư phó của Đồng Trị thì "Hoàng đế không thể đọc nổi một bản tấu chương dù đã 16 tuổi". Từ Hi thấy vậy càng thúc ép nhiều hơn, tuy nhiên cho đến khi tự mình chấp chính vào tháng 11 năm 1873, Đồng Trị vẫn tỏ ra là một vị Hoàng đế thiếu năng lực.
Theo góc nhìn của các nhà sử học, dưới thời Đồng Trị, việc trị quốc vốn đã khó khăn vì Trung Quốc đang phải chịu sự xâm nhập kinh tế từ các đế quốc. Trước áp lực này, giới phong kiến triều Thanh phải từng bước thiết lập một nền công nghiệp tự cường, theo kiểu tư bản. Sử gọi đây là phong trào Dương Vụ (kéo dài cho đến những năm 90 của thế kỷ 19).
Về mặt quân sự, ở thời Đồng Trị, Trung Quốc tiếp tục bị các nước Anh, Mỹ và Nhật Bản gây sức ép nặng nề. Đáng kể là vụ:
- Năm Đồng Trị thứ 6 (1867), một chiếc tàu Mỹ đụng phải đá ngầm bị chìm ở Đài Loan. Mỹ vin cớ đó cho rằng người dân ở nơi đấy đã giết hết thủy thủ của họ, nên sai quân đến tàn sát dân chúng. Nhưng sau đó, quân Mỹ phải rút đi vì bị người dân chống cự rất quyết liệt.
- Năm Đồng Trị thứ 13 (1874), Nhật Bản cho quân đổ bộ đánh chiếm Đài Loan, nhưng rồi cũng phải rút đi vì bị quân Thanh và người dân địa phương chống đối quá. Tuy vậy, Thanh đình phải bồi thường cho Nhật Bản 50 vạn lạng bạc.
- Năm Đồng Trị thứ 14 (1875), sau khi đế quốc Anh thôn tính xong Miến Điện, thì bắt đầu âm mưu xâm lược tỉnh Vân Nam (Trung Quốc); buộc Thanh đình phải ký "Điều ước Yên đài" cho phép họ được hoạt động ở các tỉnh Vân Nam, Tứ Xuyên, Tây Tạng, Cam Túc và Thanh Hải.

Dưới tình hình quốc gia suy yếu, việc Đồng Trị thấy nản chí, lơ là quốc sự là điều không tránh khỏi.

### Việc trong cung
Theo học giả Nguyễn Hiến Lê, năm 1872, Đồng Trị tròn 17 tuổi. Lưỡng cung Thái hậu tuyển chọn hậu phi, trong số tú nữ, 2 người có tư chất mẫu nghi thiên hạ nhất là A Lỗ Đặc thị, con gái của Hàn lâm viện Thị giảng Sùng Khởi và Phú Sát thị, con gái của Viên ngoại lang Phụng Tú.
Ông ngoại A Lỗ Đặc thị là Đoan Hoa, chết trong chính biến Tân Dậu, vì vậy Từ Hi sẵn có ác cảm. Hơn nữa A Lỗ Đặc thị tuổi Dần, Từ Hi sợ xung khắc với tuổi Mùi của mình (cọp ăn thịt dê) nên lấy cớ nàng là người Mông Cổ, từ thời Ung Chính Đế không có tiền lệ sắc phong nữ Mông Cổ làm Hậu. Bà tiến cử Phú Sát thị, cho rằng lập Hậu nên chọn con nhà danh môn đoan trang thùy mị. Con nhà khoa bảng tuy thông minh xuất chúng nhưng có nguy cơ can dự triều chính.
Tuy nhiên, mẹ của A Lỗ Đặc thị, Ái Tân Giác La thị là biểu tỷ của Từ An. Bà muốn cháu mình được phong Hậu nên đề bạt trước Đồng Trị. Từ nhỏ Đồng Trị được Từ An cưng chiều nên có phần quý hơn mẹ đẻ. Mặc cho Từ Hi phản đối, Đồng Trị phong A Lỗ Đặc thị làm Chính cung Hoàng hậu, còn Phú Sát thị làm Tuệ phi (惠妃). Để bù đắp cho Tuệ phi, Từ Hi ra chỉ dụ cho nàng hưởng đãi ngộ của Quý phi (貴妃).
Đồng Trị độc sủng một mình Hoàng hậu và xa lánh Tuệ phi vì nghĩ nàng là tai mắt của Thái hậu. Ngày xưa Tiên đế sủng ái Lệ phi, Từ Hi cảm thông cho các phi tần nên ra chỉ dụ yêu cầu Đồng Trị đối xử công bằng với thê thiếp trong cung, đồng thời sai thái giám theo dõi nhất cử nhất động của ông. Đồng Trị phớt lờ chỉ dụ nên Từ Hi nổi giận lôi đình, cấm Đế - Hậu được ở cùng nhau.
Đồng Trị giận mẹ can thiệp chuyện hậu cung nên quyết định trùng tu Cung điện Mùa hè, vốn bị liên quân Anh - Pháp phá hủy trong Chiến tranh nha phiến lần 2, để dâng lên Lưỡng cung Thái hậu. Một số sử gia nhận xét đây là cái cớ để đẩy Từ Hi ra khỏi Tử Cấm Thành. Tuy nhiên, việc thi công gặp trở ngại do quốc khố khánh kiệt sau nhiều binh biến. Đồng Trị đành kêu gọi bá quan văn võ góp tiền túi, đồng thời mỗi tháng đích thân vi hành giám sát thi công trong nhiều ngày để thỏa thích vui chơi ngoài kinh thành.
Không hài lòng Hoàng đế bỏ bê triều chính, Cung Thân vương Dịch Hân, Thuần Thân vương Dịch Hoàn cùng nhiều quan chức gửi tấu chương yêu cầu chấm dứt việc xây dựng Cung điện Mùa hè. Đồng Trị tức giận cách chức và thu hồi tước vị Thân vương của Dịch Hân, tất cả các quan có tên trong bản tấu cũng lần lượt bị bãi chức. Được cấp báo, Từ An và Từ Hi lập tức xuất hiện giữa phiên triều, quở trách Đồng Trị hành xử vô tri, yêu cầu thu hồi các sắc chỉ đã ban. Từ Hi còn nói: "Nếu không có Cung Thân vương thì làm sao mẹ con ta có được ngày hôm nay".
Cảm thấy thất bại và bất lực trong việc điều hành quốc gia theo ý mình, Đồng Trị thường cùng với một vài hoạn quan trốn khỏi kinh thành ban đêm, đi chơi phố phường, nhiều lần về trễ không kịp buổi triều buổi sáng.

## Bệnh tật cuối đời
Tháng 3 năm Đồng Trị thứ 14 (1875), Hoàng đế lâm bệnh, lệnh cho Thượng thư Lý Hồng Tảo và Cung Thân vương Dịch Hân vâng mệnh phê duyệt tấu sớ. Vào  tháng 4  (1 tháng 6 năm 1875), Hoàng đế Đồng Trị băng hà tại điện Dưỡng Tâm (养心殿) ở tuổi 20. Sau khi Đồng Trị qua đời, Từ Hi Thái hậu đã đưa Quang Tự là con trai của Thuần Thân vương Dịch Hoàn, em trai của hoàng đế Hàm Phong lên ngôi.
Theo chính sử chép lại, Hoàng đế Đồng Trị mất vì căn bệnh đậu mùa. Bản chép tương tự cũng được tìm thấy trong Nhật ký Ông Đồng Hòa (翁同龢日記), chép rằng Hoàng đế Đồng Trị mắc bệnh đậu mùa, gây ra nhiệt độc tận bên trong, cuối cùng qua đời do tình trạng viêm miệng hoại tử (nha cam tẩu mã, 走馬牙疳).
Nhưng theo dân gian, Đồng Trị được đồn đại qua đời vì bệnh giang mai. Hoặc tương truyền Hoàng đế sống một mình sau khi thành thân tại cung Càn Thanh, do nội giám cùng với sủng thần là Quân vương hàm Quả Mẫn Bối lặc Tái Trừng (載澂), con trai trưởng của Dịch Hân dẫn đường ra ngoài kinh thành, mặc thường phục vi hành, ra ngoài Sùng Văn Môn tới các quán rượu (tửu tứ), hý quán, tới hẻm Hoa tìm hoa vấn liễu.
Dã sử có ghi rằng: "Kép hát Tiểu Lục Như, Xuân Mi, con hát Tiểu Phượng Bối đều được vời đến, lại có kẻ chọn dâng lên một tá tiểu thuyết hoàng sắc (tiểu thuyết đồi truỵ), dâm từ của tiểu thuyết, sách về bí hí đồ (mô tả nam nữ), hoàng đế càng chìm đắm".
Theo Thanh Cung Dị Văn (清宮遺聞) ghi lại: "Đồng Trị đến chốn của kỹ nữ cuối cùng bị nhiễm mai độc (bệnh giang mai)".
Còn Thanh triều dã sử đại quán (清朝野史大观), trong quyển 1 'Thanh cung dị văn' (清宫遗闻) thì cho rằng：
"Hiếu Triết Nghị Hoàng hậu, con gái Sùng Nghị, đoan trang trinh tĩnh, mỹ năng hữu đức, hoàng đế một mực sủng ái, do đó uy quyền của Từ Hi bị bỏ sau, không thể hoà giải, Từ Hy cũng bắt ép Đồng Trị sủng hạnh người mà ông không thích (Thục Thận Hoàng quý phi), hoàng đế bèn trốn ra ngoài tìm lạc thú vậy, thích ra ngoài rồi thoả sức phóng đãng,…chuyên tìm mại dâm riêng trong nội thành để hưởng lạc thú.…Về sau độc phát trong người，trước đó vẫn không phát hiện ra, tiếp sau nổi lên trên mặt, rồi đầy lưng. Thái y biết đó là mai độc nhưng không dám nói, bèn chữa bằng đậu dược (thuốc bôi mụn) nên không có hiệu quả".
Năm 1923, nhà nghiên cứu Tiêu Nhất Sơn (蕭一山) viết trong cuốn Thanh đại thông sử (清代通史) liên tiếp nhấn mạnh rằng hoàng đế Đồng Trị chết vì bệnh giang mai. Tác gia Đài Loan là Cao Dương (高陽)  với công trình đồ sộ "Từ Hi toàn truyện" (慈禧全传) nhận định đó là căn bệnh giang mai.
Lý Trấn và bác sĩ Lý Chí Thỏa là chắt nội (đích tằng tôn) của ngự y người Anh Lý Đức Lập (李德立) đã biên soạn kể vể sự kiện này. Dòng họ đời trên có những câu chuyện truyền miệng bí mật rằng Hoàng đế Đồng Trị đã chết vì bệnh giang mai. Từ Hi sau khi nghe Lý Đức Lập chẩn đoán, bắt buộc ông phải tuyên bố đó là bệnh thiên hoa (đậu mùa). Lý Trấn kể lại:
"Sau khi Đồng Trị bị mai độc lở loét, mưng mủ chảy nước không dứt, bốc mùi hôi khó chịu. Ông cố (Lý Đức Lập) mỗi ngày buộc phải tự mình thanh tẩy thoa thuốc cho hoàng đế. Ông đã phải chịu đựng mùi xú uế nồng nặc trong hơn một tháng, kể từ đó mất luôn khứu giác."
Thời đó, hai loại bệnh giang mai và đậu mùa là phổ biến nhất.

## Qua đời
Hoàng đế Đồng Trị được an táng ở Huệ lăng, miếu hiệu và thụy hiệu của ông là Mục Tông Kế Thiên Khai Vận Thụ Trung Cư Chính Bảo Đại Định Công Thánh Trí Thành Hiếu Tín Mẫn Cung Khoan Nghị Hoàng đế, nhưng thường gọi tắt là Mục Tông Nghị Hoàng đế.

## Gia quyến

### Hoàng hậu

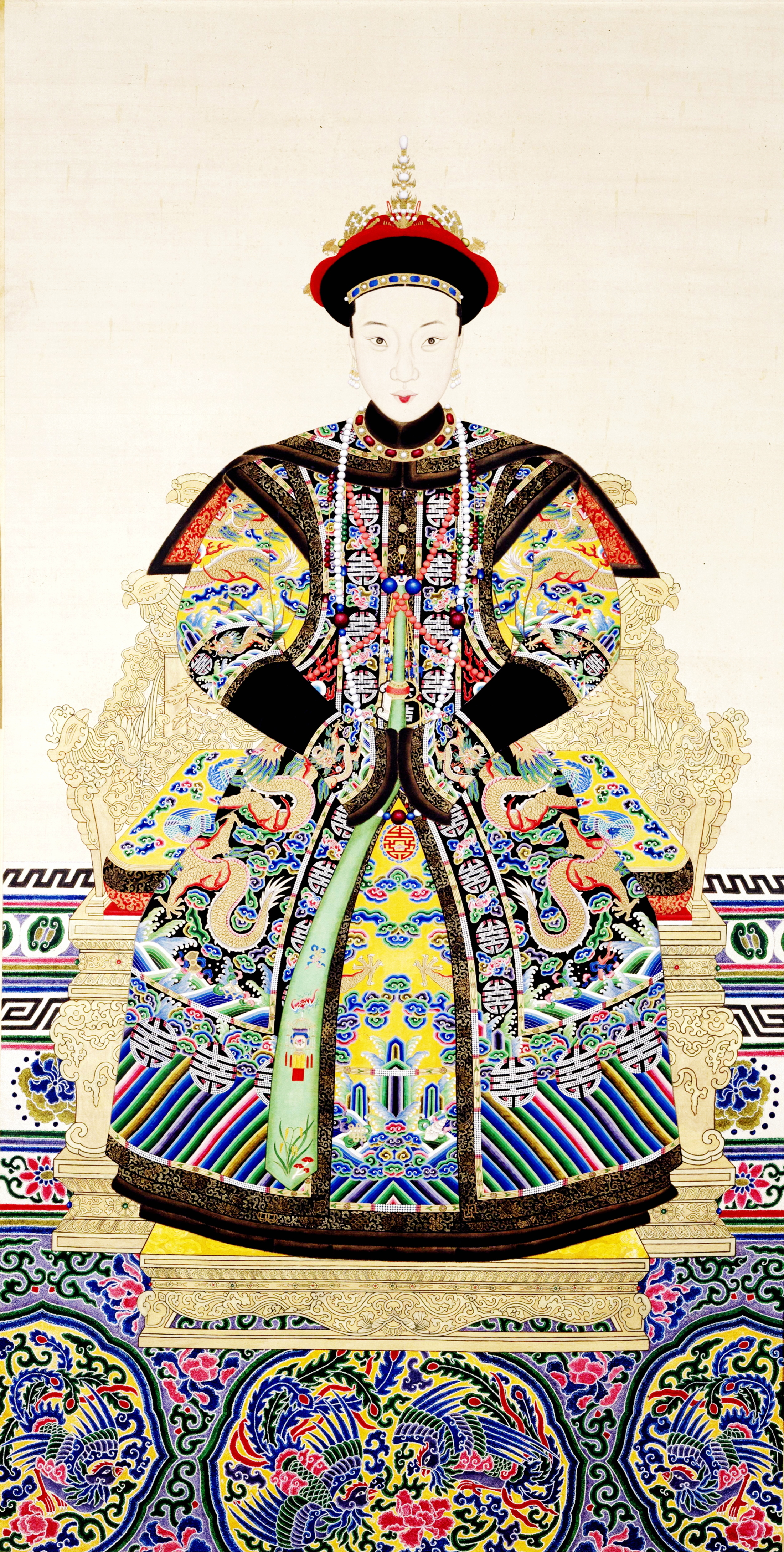
Hiếu Triết Nghị Hoàng hậu A Lỗ Đặc thị

- Hiếu Triết Nghị Hoàng hậu A Lỗ Đặc thị (孝哲毅皇后阿魯特氏), sủng hậu, tuyệt thực để tuẫn táng. Có nghi vấn bị Từ Hi Hoàng thái hậu bức tử.

### Phi tần
- Thục Thận Hoàng quý phi Phú Sát thị (淑慎皇贵妃富察氏), nhập cung sơ phong Tuệ phi (慧妃), là phi tần có địa vị cao nhất của Đồng Trị Đế, sau được đặc cách thăng làm Hoàng quý phi.
- Cung Túc Hoàng quý phi A Lỗ Đặc thị (恭肅皇貴妃阿魯特氏), cô của Hiếu Triết Nghị Hoàng hậu, nhập cung sơ phong Tuần tần (珣嬪), sau thăng Tuần phi (珣妃), Quang Tự Đế tấn phong làm Tuần Quý phi (珣貴妃), về sau phụ trách dưỡng dục Tuyên Thống Đế được tôn làm Tuần Hoàng quý phi (珣皇貴妃).
- Hiến Triết Hoàng quý phi Hách Xá Lý thị (獻哲皇貴妃赫舍里氏), nhập cung sơ phong Du tần (瑜嬪), sau thăng Du phi (瑜妃), Quang Tự Đế tấn phong làm Du Quý phi (瑜貴妃), về sau phụ trách dưỡng dục Tuyên Thống Đế được tôn làm Du Hoàng quý phi (瑜皇貴妃).
- Đôn Huệ Hoàng quý phi Tây Lâm Giác La thị (荣惠皇贵妃西林覺羅氏), nhập cung sơ phong Tấn Quý nhân (瑨貴人), sau thăng Tấn tần (瑨嬪), Quang Tự Đế tấn phong làm Tấn phi (瑨妃), về sau phụ trách dưỡng dục Tuyên Thống Đế được tôn làm Tấn Quý phi (瑨貴妃) rồi Vinh Huệ Hoàng quý phi (榮惠皇貴妃).

## Sách tham khảo
- Nguyễn Hiến Lê, Sử Trung Quốc (Tập 2 và Tập 3 in chung). Nhà xuất bản Văn hóa, 1997.
- Phan Khoang, Trung Quốc sử lược. Văn sử học xuất bản, Sài Gòn, 1970.
- Vũ Dương Ninh-Nguyễn Văn Hồng, Lịch sử thế giới cận đại. Nhà xuất bản Giáo dục, 2008.
- Phổ Nghi, Nửa đời đã qua (hồi ký). Nhà xuất bản Thanh Niên, 2009.
- Nguyễn Khắc Thuần, Các đời đế vương Trung Quốc. Nhà xuất bản Giáo dục, 2005.

 Tư liệu liên quan tới Tongzhi Emperor tại Wikimedia Commons